# La Rinconada
För andra betydelser, se La Rinconada (olika betydelser).
La Rinconada är en stad belägen vid en guldgruva i Ananeadistriktet i provinsen San Antonio de Putina i departementet Puno i Anderna i södra Peru. Den är belägen på en höjd av 5 100 meter över havet, och är världens högst belägna befolkade plats.
Ekonomin baseras på en guldgruva i närheten.
Klimatet är speciellt med dygnsmedeltemperatur på +3°C under den varmaste månaden januari och -1°C i juli, dock med stora variationer under dygnet med stark sol eftersom staden ligger på latitud 14°S och frostnätter hela året. Träd finns inte, växtlighet sparsamt.

### Fotnoter
1. ↑  Altitude of Human Survivability, Maximum (Vertical Limit).
2. ↑  http://online.liebertpub.com/doi/abs/10.1089/15270290260512882
3. ↑  http://www.washingtonpost.com/lifestyle/travel/in-la-rinconada-peru-searching-for-beauty-in-ugliness/2013/02/28/aa0dc6b2-7ad9-11e2-82e8-61a46c2cde3d_story.html